# 27 أبريل
- السبت
- الأحد
- الاثنين
- الثلاثاء
- الأربعاء
- الخميس
- الجمعة

- 2929 رمضان 1446  هـ
- 301 شوال 1446  هـ
- 312 شوال 1446  هـ
- 13 شوال 1446  هـ
- 24 شوال 1446  هـ
- 35 شوال 1446  هـ
- 46 شوال 1446  هـ
- 57 شوال 1446  هـ
- 68 شوال 1446  هـ
- 79 شوال 1446  هـ
- 810 شوال 1446  هـ
- 911 شوال 1446  هـ
- 1012 شوال 1446  هـ
- 1113 شوال 1446  هـ
- 1214 شوال 1446  هـ
- 1315 شوال 1446  هـ
- 1416 شوال 1446  هـ
- 1517 شوال 1446  هـ
- 1618 شوال 1446  هـ
- 1719 شوال 1446  هـ
- 1820 شوال 1446  هـ
- 1921 شوال 1446  هـ
- 2022 شوال 1446  هـ
- 2123 شوال 1446  هـ
- 2224 شوال 1446  هـ
- 2325 شوال 1446  هـ
- 2426 شوال 1446  هـ
- 2527 شوال 1446  هـ
- 2628 شوال 1446  هـ
- 2729 شوال 1446  هـ
- 2830 شوال 1446  هـ
- 291 ذو القعدة 1446  هـ
- 302 ذو القعدة 1446  هـ
- 13 ذو القعدة 1446  هـ
- 24 ذو القعدة 1446  هـ

27 أبريل أو 27 نيسان أو يوم 27 \ 4 (اليوم السابع والعشرون من الشهر الرابع) هو اليوم السابع عشر بعد المئة (117) من السنوات البسيطة، أو اليوم الثامن عشر بعد المئة (118) من السنوات الكبيسة وفقًا للتقويم الميلادي الغربي (الغريغوري). يبقى بعده 248 يوما لانتهاء السنة.

## أحداث
- 711 - طارق بن زياد ينزل إلى الأندلس بعد أن عبر البحر المتوسط وذلك لغزوها بعد الاتفاق مع يوليان حاكم سبتة.
- 1521 - سكان جزيرة ماكتان الفلبينية بقيادة لابو لابو يقتلون المستكشف البرتغالي فرناندو ماجلان في معركة ماكتان.
- 1565 - الكونكيستادور «ميغيل لوبيز دي ليغازبي» يصل على رأس 500 جندي إسباني إلى سيبو في الفلبين ويؤسسون أول مستعمرة إسبانية فيها.
- 1810 - لودفيج فان بيتهوفن يضع معزوفة البيانو الشهيرة (بالألمانية: Für Elise).
- 1812 - القوات الأمريكية تستولي على يورك عاصمة مقاطعة أونتاريو الكندية من القوات البريطانية وذلك أثناء حرب 1812.
- 1876 - إعلان الملكة فيكتوريا إمبراطورة على الهند.
- 1897 - افتتاح مكتبة البرلمان الياباني الوطنية.
- 1912 - حريق كبير يأتي على أغلب محلات سوق الحميدية في دمشق.
- 1924 - الإعلان عن قيام جمهورية النمسا.
- 1941 - قوات ألمانيا النازية تحتل أثينا أثناء الحرب العالمية الثانية.
- 1946 - بداية عمل أول شرطية أنثى في اليابان.
- 1950 - المملكة المتحدة تعترف بضم الضفة الغربية للأردن.
- 1958 - الأحزاب الكبرى في الجزائر وتونس والمغرب تعقد اجتماعًا في مدينة طنجة المغربية لدعم نضال الشعب الجزائري للحصول على الاستقلال.
- 1960 - الإعلان عن استقلال توغو عن فرنسا.
- 1961 - الإعلان عن استقلال سيراليون عن المملكة المتحدة وقيام الجمهورية.
- 1962 - العراق يرفض منح الأكراد الحكم الذاتي في الشمال.
- 1964 - سوريا تلغي اتفاق الوحدة العسكرية الموقع مع العراق وسط أزمة متفاقمة بين حكومتي البلدين بدأت بقيام الرئيس العراقي عبد السلام عارف بإبعاد البعثيين عن الحكم. وكانت سوريا قد اتهمت العراق بالتورط في التحركات المعارضة للنظام الحاكم في مدينة حماة التي شهدت اضطرابات دموية.
- 1978 -
  - انقلاب في أفغانستان يطيح بحكم محمد داود خان، ويؤدي إلى خروج نور الدين تراقي من سجنه ليتولى الرئاسة.
  - وصول فريق من خمسة يابانيين إلى نقطة القطب الشمالي.
- 1981 - شركة زيروكس تطرح فأرة الكمبيوتر لأول مرة.
- 1986 - تنصيب البطريرك الماروني المنتخب نصر الله بطرس صفير بطريركًا على كرسي أنطاكية وسائر المشرق.
- 1987 - لقاء بين حافظ الأسد ونظيره العراقي صدام حسين للمرة الأولى منذ آب 1980. جرى الاجتماع في قاعدة عسكرية شرقي الأردن بوجود الملك حسين الذي حاول التوسّط بين الجانبين، ولم يسفر اللقاء عن أي انفراج في العلاقات السورية-العراقية.
- 1992 - سوريا تلغي قيود السفر المفروضة على السوريين اليهود وذلك بعد ضغوط قامت بها الولايات المتحدة. تضمنت قيود السفر منع أفراد أي عائلة يهودية من مغادرة سوريا معاً في وقت واحد بهدف منع هجرتهم إلى فلسطين.
- 1993 - مقتل جميع لاعبي منتخب الزامبي لكُرَة القدم أثناء طيرانهم من الغابون إلى السنغال.
- 1994 - بدأ الحرب الأهلية في اليمن بعد إعلان الرئيس علي عبد الله صالح الحرب على الحزب الاشتراكي اليمني في عدن، مما أدى إلى إعلان زعيم الحزب علي سالم البيض الانفصال عن اليمن الموحد.
- 2005 - طائرة الركاب العملاقة إيرباص إيه 380 تقوم بأول تجربة طيران.
- 2006 - بدء العمل رسميًا في بناء برج الحرية في مدينة نيويورك ليحل مكان برجي مركز التجارة العالمي الذي دمر بأحداث 11 سبتمبر 2001.
- 2010 - الولايات المتحدة تسلم رئيس بنما السابق مانويل نورييغا إلى فرنسا بعدما قضى حكمًا بالسجن أكثر من عشرين عامًا في الولايات المتحدة لإدانته بالمتاجرة بالمخدرات.
- 2014 - إعلان قداسة البابوين الطوباويين يوحنا بولس الثاني ويوحنا الثالث والعشرين.
- 2018 - اتفاق بين زعيمي الكوريتين على السعي إلى نزع السلاح النووي وإعلان نهاية الحرب خلال قمة الكوريتين 2018.
- 2020 - عدد الإصابات المؤكدة بجائحة فيروس كورونا يتخطّى حاجز الثلاثة ملايين شخص حول العالم، من بينهم أكثر من 211 ألف حالة وفاة وحوالي 893 ألف حالة تماثلت للشفاء.

## مواليد
- 1737 - إدوارد جيبون، مؤرخ إنجليزي.
- 1759 - ماري ويلستونكرافت، كاتبة ونسوية إنجليزية.
- 1791 - صمويل مورس، مخترع أمريكي.
- 1820 - هربرت سبنسر، فيلسوف بريطاني.
- 1822 - يوليسيس جرانت، رئيس الولايات المتحدة الثامن عشر.
- 1882 - يوسف عبد الخالق، خطاط وشاعر ومستشار لبناني.
- 1891 - سيرغي بروكوفييف، مؤلف موسيقي روسي.
- 1921 - سامي الدروبي، أديب وناقد ومترجم ودبلوماسي سوري.
- 1930 - سناء جميل، ممثلة مصرية.
- 1948 - ناصر صباح الأحمد الصباح، وزير دفاع كويتي.
- 1951 - رأفت عدس، رسام تشكيلي مصري.
- 1953 - منير العبوشي، سياسي فلسطيني.
- 1955 - عبد الرزاق الشابي، مذيع تونسي.
- 1964 - واحة الراهب، ممثلة ومخرجة ومؤلفة سورية.
- 1967 - ويليام ألكسندر، ولي عهد هولندا.
- 1975 - أحمد زاهر، ممثل مصري.
- 1976 - والتر باندياني، لاعب كرة قدم أوروغواياني.
- 1980 - سيبيل بامير، لاعبة كرة مضرب نمساوية.
- 1983 - سناء يوسف، ممثلة تونسية.
- 1986 - دينارا سافينا، لاعبة كرة مضرب روسية.
- 1987 -
  - وليام موسلي، ممثل إنجليزي.
  - وانغ فاي فاي، مغنية وراقصة وممثلة صينية.
- 1989 -
  - لارس بيندر، لاعب كرة قدم ألماني.
  - سفن بندر، لاعب كرة قدم ألماني.
- 1991 - إيساك كوينكا - لاعب كرة قدم إسباني.

## وفيات
- 630 - أردشير بن شيرويه، ملك فارسي ساساني.
- 823 - محمد بن عمر الواقدي، مؤرخ عربي.
- 1521 - فرناندو ماجلان، مستكشف برتغالي.
- 1813 - زيبولون بايك، جندي ومستكشف أمريكي.
- 1882 - رالف والدو إمرسون، كاتب وشاعر أمريكي.
- 1924 - نيكولاي أندروسوف، إحاثي ومستكشف وجيولوجي من الإمبراطورية الروسية.
- 1936 - كارل بيرسون، عالم إنجليزي في علم الإحصاء.
- 1937 - أنطونيو غرامشي، سياسي وفيلسوف إيطالي.
- 1952 - غيدو كاستلنوفو، عالم رياضيات إيطالي.
- 1972 - كوامي نكروما، رئيس غانا.
- 1989 - كونوسكه ماتسوشيتا، صناعي ياباني.
- 1992 -
  - عبد العزيز القوصي، عالم مصري في علم النفس.
  - عبد الرحيم الحصني، شاعر سوري.
- 1998 - حسن طهبوب، إمام وسياسي فلسطيني، وأول وزيرٍ للأوقاف والشؤون الدينية في السلطة الوطنية الفلسطينية، كما كان رئيسًا للهيئة الإسلامية العليا.
- 2002 - روث هاندلر، سيدة أعمال أمريكية.
- 2007 - مستيسلاف روستروبوفيتش، قائد أوركسترا روسي.
- 2022 - فاطمة مظهر، ممثلة مصرية.

## أعياد ومناسبات
- يوم الجمهورية في سيراليون.
- عيد الاستقلال في توغو.
- يوم الحرية في جنوب أفريقيا.

## وصلات خارجية
- وكالة الأنباء القطريَّة: حدث في مثل هذا اليوم.
- النيويورك تايمز: حدث في مثل هذا اليوم.
- BBC: حدث في مثل هذا اليوم.